# Nada es tarde
Nada es tarde es el tercer álbum de estudio de La Franela y fue lanzado oficialmente el 29 de abril de 2014. El material fue grabado entre noviembre de 2013 y febrero de 2014 y producido por Martín "Tucán" Bosa en los estudios Romaphonic, Machete y Tucansoniq.

## Fondo
Después del álbum "Hacer un puente" (2011), La Franela entre noviembre de 2013 y febrero de 2014 estuvieron grabando el material del tercer álbum de estudio.[cita requerida] El álbum fue lanzado el 29 de abril de 2014, bajo el sello discográfico Tocka Discos.
El álbum contó con invitados como el cantante argentino Emiliano Brancciari del grupo uruguayo No Te Va Gustar, Piti Fernández del grupo argentino Las pastillas del abuelo, Diego Rodríguez del grupo Babasónicos, Sebastián Schanchtel del grupo Las Pelotas, Daniel Suárez y Germán Sbarbati del grupo Bersuit Vergarabat, Favio Posca y Juan Carr de Red Solidaria.
Los derechos de la canción «Loco bien» fue donado a la "Fundación Camino a Jericó", una ONG que ayuda a gente en situación de calle, aunque en realidad los derechos iban a ser donados a "Red Solidaria", pero no aceptaban dinero, Juan Carr sugirió donarlo a la "Fundación Camino a Jericó", Comedor Cura Brochero.

## Elenco musical
Elenco invitado
- Emiliano Brancciari - voz en la canción «Fue tan bueno».
- Piti Fernández - voz y coros en la canción «Loco bien».
- Diego Rodríguez - voz y coros en la canción «Loco bien».
- Sebastián Schanchtel - acordeón en las canciones «Esta noche» y «Loco bien».
- Daniel Suárez y Germán Sbarbati - voz y coros en la canción «Loco bien».

Elenco principal
(Formación de La Franela entre 2013 y 2014)
- Daniel Fernández - voz y guitarra
- José María de Diego - voz y coros
- Francisco Aguilar - guitarra y coros
- Lucas Rocca - contrabajo
- Diego Módica - batería
- Martín Bosa - guitarra, teclados y producción
- Facundo Farías Gómez - percusión y coros
- Pablo Ávila - saxo

### Otros invitados
Actores del rodaje de «Siempre»
- Dady Brieva - actor
- Favio Posca - actor
- Federico D'Elía - actor
- Juan Carr - actor

## Lista de canciones
| Nada es tarde | |                                           |                                                       |          |  |
| N.º           | Título | Letras                                    | Música                                                | Duración |  |
| 1.            | «Siempre»                                                                                                   | Daniel "Piti" Fernández                   | Daniel "Piti" Fernández Francisco Aguilar             | 3:17     |  |
| 2.            | «Fue tan bueno»                                                                                             | Martín Bosa                               | Martin Bosa                                           | 4:55     |  |
| 3.            | «Loco bien»                                                                                                 | Daniel "Piti" Fernández                   | Daniel "Piti" Fernández Martin Bosa Lucas Rocca       | 4:54     |  |
| 4.            | «Azul y blanca» (Extracto del discurso del día 24-03-2011 leído por Graciela Lois. Duración 0:30 segundos.) | Carolina Santos Daniel "Piti" Fernández   | Francisco Aguilar Daniel "Piti" Fernández             | 4:00     |  |
| 5.            | «Meditando»                                                                                                 | Daniel "Piti" Fernández                   | Oscar Righi Francisco Aguilar Daniel "Piti" Fernández | 3:50     |  |
| 6.            | «Cómo me gustaría»                                                                                          | Daniel "Piti" Fernández                   | Daniel "Piti" Fernández                               | 3:07     |  |
| 7.            | «Como un reloj»                                                                                             | Daniel "Piti" Fernández                   | Daniel "Piti" Fernández Martín Bosa                   | 4:55     |  |
| 8.            | «Esta noche» (Poema incluido "Mi hermana y yo", de Maria Victoria D'antonio)                                | Daniel "Piti" Fernández                   | Daniel "Piti" Fernández                               | 4:00     |  |
| 9.            | «Imperdonable»                                                                                              | Daniel "Piti" Fernández                   | Daniel "Piti" Fernández Martín Bosa Francisco Aguilar | 5:39     |  |
| 10.           | «Las chicas»                                                                                                | Lucas Rocca Daniel "Piti" Fernández       | Lucas Rocca                                           | 3:39     |  |
| 11.           | «Late corazón»                                                                                              | José María de Diego                       | José María de Diego                                   | 5:10     |  |
| 12.           | «Vos me entendés»                                                                                           | Francisco Aguilar Daniel "Piti" Fernández | Francisco Aguilar Daniel "Piti" Fernández             | 4:10     |  |
| 51:42         | |                                           |                                                       |          |  |